# 514 г. пр.н.е.

## Събития

### В Азия

#### В Персийската империя
- Цар на Персийската (Ахеменидска) империя e Дарий I (522 – 486 г. пр.н.е.).[1]

### В Европа
- Хипий и Хипарх са тирани в Атина.[2]
- Хипарх става жертва на заговор замислен и осъществен от Аристогейтон и Хармодий като е убит по време на фестивала Панатенея. Заговорниците са убити, но по-късно те придобиват славата на герои.[3]
- Клистен отново е прогонен от Атина.[4]

## Починали
- Аристогейтон, атински гражданин извършил покушение над тирана Хипарх
- Хармодий, атински гражданин извършил покушение над тирана Хипарх
- Хипарх, тиран на Атина и син на Пизистрат